# Apolonijev izrek
Apolonijev izrek je izrek, ki povezuje dolžino mediane trikotnika z dolžinami njegovih stranic. Izrek pravi, da je 
»vsota kvadratov katerih koli dveh stranic katerega koli trikotnika enaka vsoti dveh  kvadratov polovice tretje stranice in dveh  kvadratov mediane, ki razpolavlja tretjo stranico«.
Izrek je dobil ime po njegovem odkritelju, matematiku Apoloniju iz Perge.
Za kateri koli trikotnik {\displaystyle ABC} z mediano {\displaystyle AD} torej velja, da je
{\displaystyle |AB|^{2}+|AC|^{2}=2\left(|AD|^{2}+|BD|^{2}\right)}
Apolonijev izrek je poseben primer Stewartovega izreka. 
V enakokrakem trikotniku s stranicama {\displaystyle |AB|=|AC|} je mediana {\displaystyle |AD|} pravokotna na stranico {\displaystyle |BC|}, zato se izrek reducira na Pitagorov izrek za trikotnik {\displaystyle |ADB|} ali trikotnik {\displaystyle |ADC|}. Ker se diagonali paralelograma razpolavljata, je izrek enakovreden zakonu o paralelogramu.

## Dokaz
Naj ima trikotnik s stranicami {\displaystyle a,b,c} mediano {\displaystyle d}, narisano na stranico {\displaystyle a}. {\displaystyle m} naj bo dolžina odsekov stranice {\displaystyle a,} ki ju tvori mediana. {\displaystyle m} je torej enak polovici stranice {\displaystyle a}. Kota med {\displaystyle a} in {\displaystyle d} naj bosta  {\displaystyle \theta } in {\displaystyle \theta '} in sicer: {\displaystyle \theta }  naj vključuje stranico {\displaystyle b} in {\displaystyle \theta '} stranico {\displaystyle c}. {\displaystyle \theta '} je torej suplementaren kotu {\displaystyle \theta }, zato velja, da je {\displaystyle \cos \theta ^{\prime }=-\cos \theta .} Kosinusni izrek za kota {\displaystyle \theta } in {\displaystyle \theta '} pravi, da je
{\displaystyle {\begin{aligned}b^{2}&=m^{2}+d^{2}-2dm\cos \theta \\c^{2}&=m^{2}+d^{2}-2dm\cos \theta '\\&=m^{2}+d^{2}+2dm\cos \theta .\,\end{aligned}}}
S seštevanjem prve in tretje enačbe dobimo, da je 
{\displaystyle b^{2}+c^{2}=2(m^{2}+d^{2})},
kot je zahtevano.

## Sklic
1. ↑  Godfrey, Charles; Siddons, Arthur Warry (1908). Modern Geometry. University Press. str. 20.